# Pedro Péglez González
Pedro Péglez González (nacido como Pedro Julio González Viera, el 11 de julio de 1945 en La Habana, Cuba) es un poeta y ensayista cubano, además de periodista e historietista. Es conocido por su vasta obra poética y su relevante rol en la revitalización de la décima cubana en su vertiente escrita. Preside el Grupo Literario Ala Décima, de carácter nacional, con sede en Alamar. En 2018 fue galardonado con el Premio Samuel Feijoó por la Obra de la Vida.

## Reseña biográfica
Nació en La Habana el 11 de julio de 1945.  
Trabajó en el semanario para niños Pionero, donde hizo periodismo y literatura para ellos. Por esa razón a Péglez se le conoce en los predios de ambos géneros, incluyendo historietas. Es, además, el autor de la letra de "Controversia de Elpidio y Mediacara", una décima cantada incluida en el primer filme cubano de dibujos animados Elpidio Valdés (1974), producido por el Instituto Cubano del Arte e Industria Cinematográficos, y dirigido por el cineasta Juan Padrón, considerado el padre de la animación cinematográfica cubana.
Fue director de la Casa Editora Abril.
Es miembro de la Unión de Escritores y Artistas de Cuba y de la Unión de Periodistas de Cuba.
Se desempeña como Jefe de Redacción en el periódico Trabajadores, donde ejerce la crítica literaria.
Fundó el Grupo Literario Ala Décima, conformado por escritores decimistas de toda Cuba. La agrupación está adscrita al Centro Iberoamericano de la Décima y el Verso Improvisado, del Ministerio de Cultura de Cuba. En 1993 fundó la Peña de Luis y Péglez, en Alamar, un espacio comunitario para la promoción literaria y cultural, donde además se celebra anualmente la premiación del Concurso Nacional Ala Décima.

## El autor en su contexto
La décima cubana es uno de los elementos distintivos de la cultura y la literatura de ese país. Se trata de un sistema que incluye expresiones tanto de la oralidad como de la escritura. En 2017 la UNESCO incluyó al Punto cubano en la Lista Representativa del Patrimonio Cultural Inmaterial de la Humanidad.
 

Importantes autores del país, como el poeta Roberto Manzano, coinciden en reconocer la impronta de Péglez en la décima cubana. 

En los últimos veinte años han transcurrido hondas transformaciones en la décima escrita cubana. Uno de los artífices de esos cambios es, sin lugar a dudas, Pedro Péglez González. Ya, a esta altura de esas transformaciones, goza de reconocimiento su extraordinaria contribución, al menos entre los cultivadores de esta modalidad estrófica, de tanta importancia en nuestra cultura nacional. A lo largo del país su manera de expresarse ha incidido fuertemente, y la posesión de una voz incambiable le ha generado una cohorte de seguidores. En este terreno, donde hay muy buenos poetas trabajando, algunos de ellos con sostenida y creciente originalidad, su poesía exhibe unos registros personalísimos, en asuntos y formas, que le han granjeado los galardones más característicos del medio. 
Péglez ha promovido el conocimiento de las nuevas vertientes dentro de la décima escrita, por lo que se ha convertido en una referencia imprescindible para el estudio de la literatura cubana. La décima en Cuba, tanto la rama escrita como la oral (repentismo), fue considerada por décadas una expresión menor de la literatura. A partir de los 80 la décima escrita sobre todo, comenzó a mostrar un gran despliegue experimental, de constante creatividad y fluidez, con un gran atrevimiento formal. 
A finales de la década del ochenta, algunos poetas cubanos comenzamos a buscar, por separado e intuitivamente primero, con un poco más de premeditación después de ciertos conciliábulos, temas y formas que permitieran “revitalizar” la décima y ponerla en consonancia con el sentido y el sonido de los tiempos que corrían. A veces se cree que fue una reacción estrictamente generacional, que solo involucra a los que entonces éramos tan jóvenes (Alexis Díaz Pimienta, David Mitrani, José Luis Mederos, Heriberto Hernández, Frank Abel Dopico, Ronel González, José Luis Serrano, José Manuel Espino, Carlos Esquivel), y se olvida que autores de promociones anteriores (Renael González, Ricardo Riverón, Roberto Manzano, Pedro Péglez) igual hicieron aportaciones notables a una tendencia que se consolidó hacia mediados de los noventa y, a mi juicio, ya para los primeros años del presente siglo comenzó a dar síntomas de un agotamiento retórico que anuncia la necesidad de un nuevo salto.
No obstante a ello, la décima continúa sufriendo una "subestimación institucional", a criterio de los investigadores, sobre todo por la escasa mirada que ofrecen los críticos a esta producción en Cuba.

## Estilo
El crítico Jesús David Curbelo señala:
A primera vista, pudiera pensarse que bajo estos presupuestos la poesía escrita en décimas tiene poco que hacer. Mas no es así. Lo demuestran las indagaciones presentes en Roberto Manzano, Pedro Péglez o Carlos Esquivel, cuyas décimas pluritemáticas y casi siempre deudoras del simultaneísmo compositivo heredado de Apollinaire y Pound, se mueven, encima, hacia la ruptura de los cánones tradicionales del octosílabo (hurgan en la prosa, en el eneasílabo, en el endecasílabo, en el alejandrino, en la polimetría) y de la rima (prueban con la asonante, con la arromanzada, con el verso blanco, con el monorrimo), en aras de la más absoluta “libertad”.
Las líneas más generales del estilo de Péglez implican una ruptura con el esquema tradicional cerrado de la décima espinela (10 versos octosílabos con rima consonante ABBAACCDDC), dotando sus estrofas de una morfología caprichosa y asimétrica en muchas ocasiones. El poeta da cabida a cuanta forma posible encuentra para sus décimas: encabalgamientos, rimas asonantes, metros variados, uso de términos en otros idiomas, versos partidos sorprendentemente que otorgan un sentido “otro” a la idea. Son comumes los espacios en blanco, el adelgazamiento del poema, el zigzagueo de la línea morfológica, y textos donde las estrofas son convertidas en un párrafo, lo cual hace que la rima pierda sus contornos. Por eso, varios escritores y ensayistas coinciden en considerarlo un autor muy valioso para la literatura nacional.
Tradición, creatividad, imaginación, ruptura,  intertextualidad asentada más en la inteligencia que en el juego, belleza formal y un regusto inmoderado por conectar con las vibraciones más razonables de la emoción… De eso están formados los sutiles poemas de Pedro Péglez, uno de los principales renovadores de la décima escrita cubana, y uno de esos poetas que, desde la altura de su misterio y la labor de su talento, se trasforma en un “raro”; o sea, en un escritor valioso que nos aporta a través de sus obsesiones y sus ideas (siempre diferentes) de lo que es, fue, o pudiera ser el mundo.

## Críticas
Escritores y lectores han señalado la alta frecuencia de zonas de hermetismo en la poesía de Péglez, generando una compleja polisemia alrededor de sus textos. Es por ello que una parte no validan tales ejercicios, y han considerado que se trata de una lectura gratuitamente difícil, un estilo abigarrado y con demasiados artificios que dificultan la comprensión cabal de sus textos.[cita requerida]
En el ámbito extraliterario, debido a su apoyo al gobierno cubano y sus líderes comunistas, en ocasiones el poeta ha recibido ataques personales en las redes sociales, donde se mezclan juicios de valor estético e ideológico.

## Vida personal
Una de las mujeres que más admiró y amó fue a la escritora cubana Yazmina Calcines Martínez (1957-1999). Un año después de su fallecimiento, el autor fundó Ala Décima.
El delgadísimo anillo de oro que décadas atrás extrajo cariñosamente de uno de sus dedos para colocarlo en el anular de mi mano derecha, está ahí, donde ella lo puso. Pero esa permanencia tangible es solo la concreción de una presencia mucho más esencial: La de su lección de entrega amatoria total en cuerpo y espíritu (“conmigo nada debe limitarte, ni en angustia ni en ansia, porque yo soy tu mujer”); la de su capacidad de pasar en un segundo de la picardía más ardiente a la ternura más delicada; la de su acostumbrada y sosegada concentración en momentos de desempeños literarios; la de su irreverente desenfado que nunca comulgó ni con la frivolidad ni con el irrespeto; la de su increíble valentía para enfrentar durante años, en todos sus rigores, la crudelísima enfermedad que le apagó la vida cuando apenas rebasaba las cuatro décadas de existencia. Con esa presencia vivo.
Su libro (In)vocación por el paria fue escrito para hacer su duelo por la pérdida de la amada, y acoge una sección con sus textos a ella, bajo el título Para un retrato de Yazmina.

## Libros publicados
Tiene publicados los siguientes libros:
- Canciones de abril y julio (poesía para niños), 1983.
- Hacer y hacer (poesía para niños), 1984.
- La ciudad como testigo (poesía), 1986.
- Elogio de un incansable predicador de la historieta, Editorial Pablo de la Torriente Brau, 1991
- Glosa por ti (plegable de poesías), 1996.
- Los estertores del agua (poesía en décimas), Editorial Sanlope, 1998.
- Viril mariposa dura (poesía en décimas), Editorial Unicornio, 2001.
- (In)vocación por el paria (poesía en décimas), Premio Iberoamericano Cucalambé 2000, Editorial Sanlope, 2001.
- La noche es ella (poesía en décimas), Ediciones Como un ave libre, 2001.
- El ácana diluvia (poesía en décimas), 2001.
- Tribulaciones del arca (poesía en décimas), Ediciones Luminaria, 2002.
- Paflagonia de noche según el condenado (poesía en décimas), Editorial El Mar y la Montaña, 2003.
- Cántaro inverso (poesía en décimas), Premio Iberoamericano Cucalambé 2004, Editorial Sanlope, 2005.
- Últimas puertas podadas por la nieve (poesía), Ediciones Unión, 2005.
- Donde dice primavera y es otoño (poesía), Ediciones Matanzas, 2007.
- Rumor de pan (poesía), Editorial Letras Cubanas, 2008.
- Guaminiquinaje, LIBRESA, 1999
- Guaminiquinaje, Ediciones Unión, 2002.

Su obra ha sdo incluida en numerosas antologías publicadas en Cuba, España, Estados Unidos y México.

## Distinciones
- Premio de Poesía Samuel Feijóo 2018 por la obra de la vida, otorgado por la Sociedad Económica de Amigos del País
- Premio de décima en los "V Juegos Florales" de Matanzas, 2006.
- Premio Iberoamericano "Cucalambé" de décima escrita, 2004.
- Premio del Concurso Nacional de Poesía "Regino Boti", 2002.
- Premio Extraordinario del Concurso Nacional de Poesía "Regino Pedroso", 2001.
- Premio Iberoamericano "Cucalambé" de décima escrita, 2000.
- Mención en el Concurso "26 de Julio", 1968.
- Primer Premio del Concurso "2 de diciembre", 1967.